# Aeródromo de Casarrubios del Monte
El Aeródromo de Casarrubios del Monte, (OACI: LEMT) es un aeródromo privado español situado en el municipio de Casarrubios del Monte (Toledo). El aeródromo es gestionado por la sociedad Aerohobby.
El aeródromo tiene una pista de aterrizaje de asfalto, de 950x26m. y una calle de rodaje paralela a la misma para el movimiento de las aeronaves por la plataforma.
Se trata de un aeródromo no controlado en el que los tráficos (con radio) tienen obligación de separarse entre ellos usando la frecuencia de radio 123.500.
Es un aeródromo usado para la aviación general y es ampliamente usado también por escuelas de vuelo procedentes del Aeropuerto de Madrid-Cuatro Vientos, principalmente para entrenar tomas y despegues.

## Enlaces externos

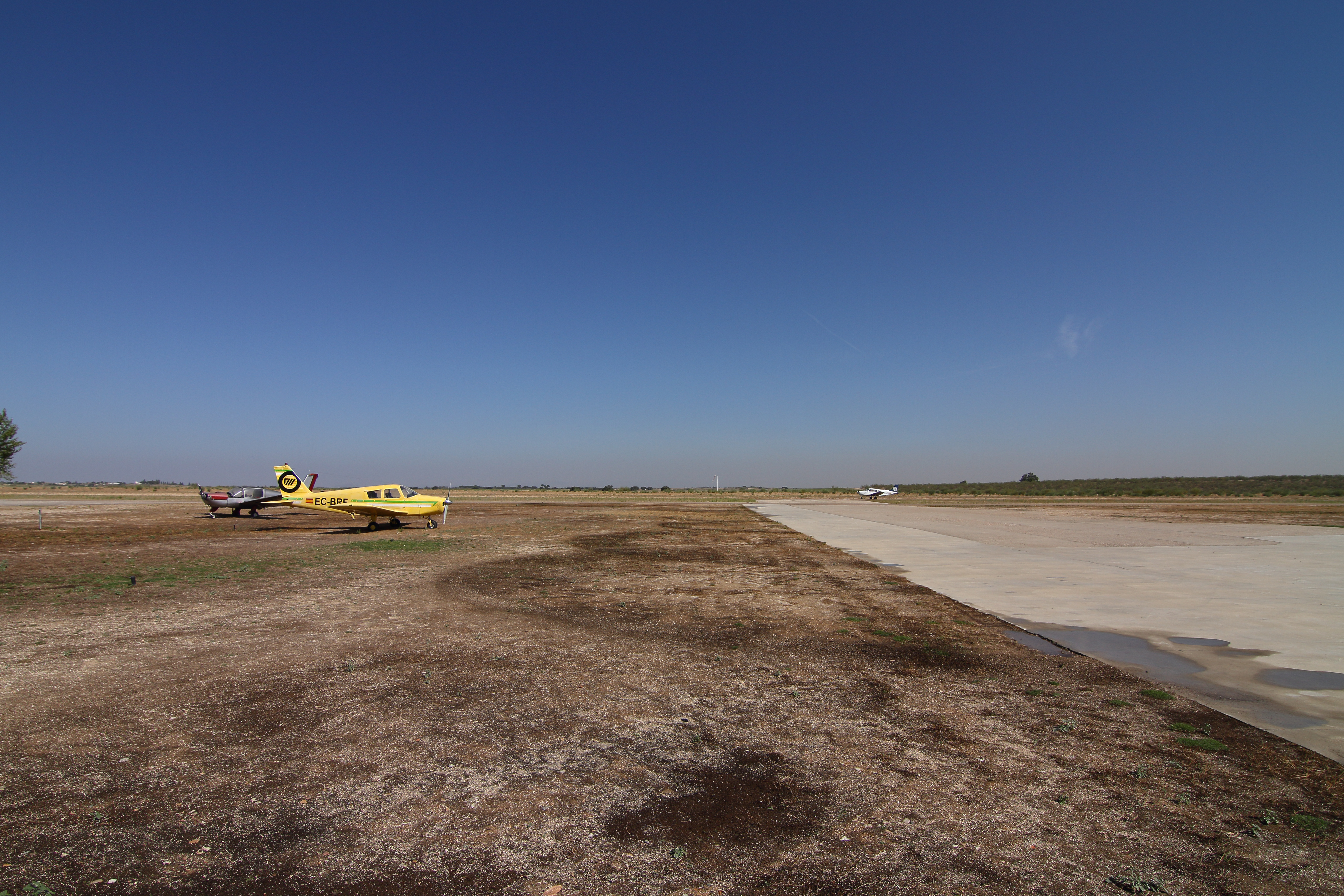
Avioneta rodando en pista

## Servicios de aeródromo
El aeródromo cuenta con distintos servicios

### Repostaje
Se sirven los distintos tipos de combustible
- JET-A1
- Gasolina sin plomo 95
- AVGAS 100LL

### Hangares y aparcamiento
Hay distintos tipos de hangares y aparcamientos disponibles en las naves que están a pie de pista.

## Circuito de tráfico
El circuito de tráfico del aeródromo se realiza a 2800 pies (MSL), es decir, a 800 pies sobre el terreno para aeronaves de aviación general y a 2500 pies para aviones tipo ultraligero.
Hay dos circuitos de tráfico, uno al norte de la pista y otro al sur. Las aeronaves de aviación general y ultraligero con radio lo hacen el circuito al norte del campo, y los autogiro lo hacen al sur del mismo.

## Propuesta de ampliación como segundo aeropuerto de Madrid
El Aeródromo de Casarrubios del Monte ha sido propuesto como el emplazamiento para desarrollar un segundo aeropuerto comercial que complemente al Aeropuerto Adolfo Suárez Madrid-Barajas. Este proyecto, denominado Air City Madrid Sur, busca ampliar las instalaciones existentes para atender el creciente tráfico aéreo en la región.
El plan contempla la construcción de una pista principal de 3.200 metros destinada a vuelos de corto alcance y carga, así como la adaptación de una pista secundaria de 1.500 metros para aviación general y ejecutiva. Se estima que esta infraestructura podría estar operativa entre 2028 y 2029, generando alrededor de 40.000 empleos directos e indirectos en la próxima década.
La ubicación estratégica del aeródromo, a unos 30 kilómetros de Madrid y con acceso a la autovía A-5, lo posiciona como una opción viable para descongestionar Barajas, que en 2024 registró más de 66 millones de pasajeros y se proyecta que alcance los 90 millones en los próximos años.  Además, el proyecto ya cuenta con informes favorables de impacto ambiental y viabilidad de infraestructuras.
Desde la empresa promotora, Air City Madrid Sur, se destaca que Madrid es una de las pocas capitales europeas con un único gran aeropuerto, en contraste con ciudades como Londres o París, que cuentan con múltiples aeropuertos complementarios. La iniciativa busca posicionar a Madrid como un hub más competitivo a nivel internacional.
Aunque el proyecto aún requiere la aprobación definitiva por parte del Ministerio de Transportes, ha recibido apoyo de empresarios y autoridades regionales de Madrid y Castilla-La Mancha, quienes ven en esta infraestructura una oportunidad para el desarrollo económico y la mejora de la conectividad aérea en el centro de España.